# طرخشقون متباين
طرخشقون متباين (باللاتينية: Taraxacum variegatum ) هو نوع نباتي يتبع جنس الطرخشقون من القبيلة الشيكورية.